# Свети Димитър (Стара баня)
Вижте пояснителната страница за други значения на Свети Димитър.
„Свети Димитър“ (на гръцки: Ιερός Ναός Αγίου Δημητρίου) е православна църква в сярското село Стара баня (Агиос Димитриос), Егейска Македония, Гърция, енорийски храм на Сярската и Нигритска епархия на Вселенската патриаршия.

## История
Първоначалната църква вероятно е построена в 1922 година според датировките на преносимите икони в храма. В 1972 година сградата е разрушена, за да се построи по-голяма, осветена от митрополит Константин Серски и Нигритски на 8 май 1975 година. Църквата е обновена и частично изписана в 1995 година. В архитектурно отношение е базилика без купол.
Към енорията принадлежат и храмовете „Свети Безсребреници“ и „Свети Георги“.